# Bugøynes
Bugøynes (Fins: Pykeijä) is een plaats in de Noorse gemeente Sør-Varanger, provincie Finnmark. Het ligt helemaal in het noorden van Noorwegen, dicht bij de grens met Rusland en Finland. Het is gelegen bij het Varangerfjord, het meest oostelijke fjord van Noorwegen met een lengte van ongeveer 100 kilometer. Bugøynes ligt 500 kilometer van de poolcirkel verwijderd en telt 230 inwoners.

## Geschiedenis
Vóór het begin van de twintigste eeuw was Bugøynes nog maar slecht bereikbaar. De enige mogelijkheid om er te komen was via de zee - het Varangerfjord is een baai van de Barentszzee. Aan de andere kant van het fjord ligt Vadsø, een stadje die toen wel goed bezocht kon worden. Kirkenes was het administratief centrum voor Bugøynes, maar werd verder niet veel bezocht totdat men in staat was met de auto ernaartoe te rijden. In 1962 werd een weg aangelegd tussen Bugøynes en andere plaatsen, zodat de zee niet meer de enige route was om ergens anders te komen.
De plaats is een van de weinige in de gemeente die niet is vernietigd gedurende de Tweede Wereldoorlog.
Tegenwoordig wordt er hier volop gevist op de rode koningskrab, die voorkomt in de Barentszzee.
Er heerst een Finse invloedssfeer in Bugøynes, aangezien vanaf negentiende eeuw in dit gebied Finnen zitten. De huizen hebben een Finse bouwstijl en de inwoners spreken nog steeds het oude Fins. De kleine etnische Finse minderheid die leeft in Bugøynes zijn de Kvenen.

## Weblinks
- «Vil noen ta imot oss?». 2018-11-13. NRK (journalist: Jan Harald Tomassen)